# 東京警備司令部
東京警備司令部（とうきょうけいびしれいぶ）は、関東大震災により東京とその近辺に行政戒厳が施行され、関東戒厳司令部が設けられ戒厳解除により廃止された際、当分の間ということで設けられた大日本帝国陸軍の司令部（大正12年11月15日勅令第480号東京警備司令部令）。しかし長い間廃止されなかった。

## 概要
司令官は、陸軍大将又は陸軍中将で親補職であり、それまで東京衛戍司令官とされていた第1師団長より上位である東京衛戍司令官とされ、警備区域は東京市、荏原郡、豊多摩郡、北豊島郡、南足立郡、南葛飾郡、横浜市及び橘樹郡ではあったが、近衛師団や第1師団に対する統率系統はなく、警備上の指揮権を有するのみであった。
司令部は、参謀長、参謀、副官並びに下士及び判任文官の、全部で10人程度の小さな事務所であった。
1932年（昭和7年）に、東京警備司令部は大規模な防空演習を計画し、翌年8月に関東防空演習を実施した。この演習と一体となる民間の防空訓練のためには、防災団体として東京に作られたばかりの防護団が用いられた。
1935年（昭和10年）から新たに設けられた東部防衛司令部を兼ねた。1937年（昭和12年）に東部防衛司令部の編制が官衙から軍隊に改められた際、東京警備司令部は廃止された。

## 歴代東京警備司令官
- 山梨半造 大将：大正12年（1923年）11月16日 - 大正13年（1924年）8月20日
- （兼）菊池慎之助 大将：大正13年（1924年）8月20日 - 大正15年（1926年）3月2日
- （兼）武藤信義 大将：大正15年（1926年）3月2日 - 大正15年（1926年）7月28日
- 磯村年 中将：大正15年（1926年）7月28日 - 昭和3年（1928年）8月10日
- 岸本鹿太郎 中将：昭和3年（1928年）8月10日 - 昭和4年（1929年）8月1日
- 長谷川直敏 中将：昭和4年（1929年）8月1日 - 昭和5年（1930年）12月22日
- 林弥三吉 中将：昭和5年（1930年）12月22日 - 昭和7年（1932年）2月29日
- 木原清 中将：昭和7年（1932年）2月29日 - 昭和8年（1933年）3月18日
- 林仙之 中将：昭和8年（1933年）3月18日 - 昭和9年（1934年）3月5日
- 西義一 中将：昭和9年（1934年）3月5日 - 昭和9年（1934年）11月28日
- 西義一  大将：昭和9年（1934年）11月28日 - 昭和10年（1935年）12月2日
- 香椎浩平 中将：昭和10年（1935年）12月2日 - 昭和11年（1936年）4月2日
- 岩越恒一 中将：昭和11年（1936年）4月2日 - 昭和12年（1937年）8月2日
- 中村孝太郎 中将：昭和12年（1937年）8月2日 - 昭和12年（1937年）11月30日（廃止）

## 歴代東京警備参謀長
- 秦真次 大佐：大正12年（1923年）11月17日 - 大正15年（1926年）3月2日
- 中岡弥高 大佐：大正15年（1926年）3月2日 - 昭和3年（1928年）5月30日
- 宇佐美興屋 大佐：昭和3年（1928年）5月30日 - 昭和4年（1929年）8月1日
- 橋本虎之助 大佐：昭和4年（1929年）8月1日 - 昭和6年（1931年）8月1日
- 島省三 少将：昭和6年（1931年）8月1日 - 昭和8年（1933年）3月18日
- 尾高亀蔵 少将：昭和8年（1933年）3月18日 - 昭和10年（1935年）8月1日
- 安井藤治 少将：昭和10年（1935年）8月1日 - 昭和12年（1937年）8月2日
- 吉本貞一 少将：昭和12年（1937年）8月2日 - 昭和12年（1937年）11月30日（廃止）